# Pierre Wat
Pour les articles homonymes, voir Wat.
Pierre Wat (né à Paris en 1965) est un historien de l'art, critique d'art et professeur d'université français. 

## Biographie
Spécialiste du romantisme européen, il est notamment l'auteur d'une thèse parue sous le titre Naissance de l'art romantique : peinture et théorie de l'imitation en Allemagne et en Angleterre (Paris, Flammarion, 1998). Il s'intéresse en outre à la création contemporaine et a publié des ouvrages importants sur Claude Viallat (2005, 2006) et Pierre Buraglio (2001). Depuis 2010, il enseigne l'histoire de l'art contemporain à l'université Paris I. Il a aussi été maître de conférences en histoire de l'art contemporain à l’université François-Rabelais de Tours, conseiller scientifique à l'Institut national d'histoire de l'art (1999-2004), professeur à l'université Aix-Marseille I et à l’École du Louvre. En 2013, il a fait partie du comité de soutien à l'entrée de Gustave Courbet au Panthéon.

## Publications

### Ouvrages

#### En tant qu'auteur
- Constable, entre ciel et terre et terre, Paris, Herscher, 1995.
- Le métier d'artiste : peintres et sculpteurs depuis le Moyen Âge (avec Nadeije Laneyrie-Dagen et Philippe Dagen), Paris, Larousse, 1999.
- Pierre buraglio, Paris, Flammarion / Centre national des arts plastiques, 2001.
- Constable, Paris, Hazan, 2002.
- Claude Viallat : peintures récentes & objets (avec Gilles Altieri et Bernard Ceysson), catalogue d'exposition, Toulon, Hôtel des Arts, centre méditerranéen d'art, Conseil général du Var et E.S.P.A.C.E Peiresc, 23 avr.-5 juin 2005, [Toulon], Hôtel des Arts, 2005.
- Claude Viallat : œuvres, écrits, entretiens, Paris, Hazan, 2006.
- Anthony Vérot, Saint-Étienne, Ceysson, 2009.
- Les nymphéas, la nuit : Claude Monet, Paris, Nouvelles éd. Scala, 2010.
- Turner : menteur magnifique, Paris, Hazan, 2010.
- Naissance de l'art romantique : peinture et théorie de l'imitation en Allemagne et en Angleterre, Édition revue et corrigée, Paris, Champs Flammarion, 2013[6].
- Ricardo Cavallo - Faire un avec l'instant du monde, in Ricardo Cavallo sur les toits de Morlaix, Morlaix, Éditions du Musée des beaux-arts de Morlaix, 2016.
- Gilgian Gelzer - Contact, Paris, éditions des Beaux-Arts de Paris, 2017.
- Pérégrinations. Paysages entre nature et histoire, Paris, Éditions Hazan, 2017 - Prix Pierre Daix 2018[7].
- Georges Goldfayn. Une passion surrréaliste, avec Annie Le Brun, catalogue d'exposition, Paris, Galerie Berthet-Aittouarès, 2024.

#### En tant qu'éditeur scientifique
- John Constable, d'après les souvenirs recueillis par C. R. Leslie, Paris, École nationale supérieure des Beaux-Arts, 1996.
- Henri Focillon : actes du colloque organisé par l'INHA et l'Université Lumière Lyon 2 en mars 2004, Paris, Kimé, 2007[8].

#### En tant que directeur de publication
- Henry de Groux (1866-1930), Journal (préface de Rodolphe Rapetti), Paris, Kimé / Institut national d'histoire de l'art, 2007[9].

### Articles
- Avec Anne Lafont, Mark Ledbury, Krista Thompson et Olivier Weller, « L’histoire de l’art à l’aune de la fiction. Pour une extension du domaine de la recherche  », Perspective, 1 | 2017, 31-46 [mis en ligne le 31 décembre 2017, consulté le 07 février 2022. URL : http://journals.openedition.org/perspective/7078 ; DOI : https://doi.org/10.4000/perspective.7078].